# Carlos Vicioso Martínez
Carlos Vicioso Martínez (3 de noviembre de 1886-15 de octubre de 1968) fue un botánico y explorador español.

## Biografía
Comenzó su itinerario botánico en la "Estación Alpina de Biología de Cercedilla", colaborando con Beltrán, en el valle de Arán. Estuvo luego en áreas de Valencia y en Canarias, para ser destinado posteriormente a la "Confederación Hidrográfica del Ebro", desde 1929, fijando residencia en Zaragoza, reanudando sus exploraciones botánicas a la comarca de Calatayud. Tras fallecer su esposa, vuelve a Madrid. Durante la guerra civil española es destinado a Zaragoza, y a Teruel. Finalizada aquella se instala en Madrid, en la que permanecería hasta su deceso en 1968

## Algunas publicaciones
- Pau, C; C Vicioso. 1918. Plantas de Persia y Mesopotamia recogidas por D. Fernando Martínez de la Escalera. Trabajos del Museo Nacional de Ciencias Naturales. Serie Botánica, 14, Madrid : Junta para la Ampliación de Estudios e Investigaciones Científicas

- Ceballos, L, C Vicioso. 1933. Estudio sobre la vegetación y la flora forestas de la provincia de Málaga y Mapa forestal de esta provincia

- 1942. Materiales para el estudio de la flora sonaría. An. Real Jardín Botánico (diciembre de 1941): 188-235En línea

- 1974. Contribución al conocimiento de los tomillos españoles. Anales del Instituto Nacional de Investigaciones Agrarias. Serie Recursos Naturales, 1, Madrid

## Honores
- 1912: numerario de la "Real Sociedad de Historia Natural"
- 1923: el rey Alfonso XIII lo titula "Caballero de la Orden Civil del Mérito Agrícola"
- La abreviatura «C.Vicioso» se emplea para indicar a Carlos Vicioso Martínez como autoridad en la descripción y clasificación científica de los vegetales.[1]